# Eriococcus corniculatus
Eriococcus corniculatus är en insektsart som beskrevs av Ferris 1950. Eriococcus corniculatus ingår i släktet Eriococcus och familjen filtsköldlöss. Inga underarter finns listade i Catalogue of Life.